# Crumar DS-2
Il Crumar DS-2 è un sintetizzatore analogico, con oscillatori controllati digitalmente, prodotto nel 1978 dall’azienda italiana Crumar (Crucianelli & Marchetti) con sede nelle Marche. Dello stesso strumento fu prodotta anche una versione più economica e con minori funzionalità denominata DS-1.

## Storia
Il DS-2 nacque principalmente come emulatore del celebre Minimoog (frutto della collaborazione che Robert Moog ebbe con l'azienda marchigiana). Tuttavia, grazie ad alcune sue peculiari caratteristiche è riuscito ad ottenere un'identità sonora in grado di ricreare suoni difficilmente eguagliabili da altri strumenti della stessa categoria.
Fu uno dei primi sintetizzatori analogici a montare 2 oscillatori controllati digitalmente (DCO) per migliorare la stabilità dell’accordatura. Era inoltre dotato di una sezione monofonica e una sezione polifonica a 44 voci per un suono di “Synth Strings”. La sezione monofonica e quella polifonica possono essere combinate insieme per ottenere dei suoni "grassi" come i più blasonati concorrenti. Queste caratteristiche lo rendono tuttora un synth molto versatile

## Tecnica e suono
Il DS-2 è un mono synth con una sezione di archi polifonici a 44 voci.
Utilizza 2 DCO (oscillatori a controllo digitale) che lo rendono stabile nell'accordatura ma con un suono di base meno "grasso" (fat) se paragonato con i sintetizzatori con VCO (Voltage Controlled Oscillator). Il principio di funzionamento del circuito digitale si ispira ai vecchi modelli Oberheim: un circuito di controllo digitale ispeziona la tastiera centinaia di volte al secondo e quando rileva un tasto abbassato invia agli oscillatori l’impulso corrispondente.
La sezione polifonica del DS2 lavora invece in maniera diversa; partendo da una memoria analogica si possono variare i connotati del suono tramite l’LFO (Low Frequency Oscillator) e i due filtri dedicati, fino a ricreare il desiderato tappeto d’accompagnamento. Quando la sezione Poly viene utilizzata insieme ai due DCO il DS-2 riesce a produrre anche suoni discretamente "Fat".

Per la parte di modulazione sonora il DS-2 ha 2 LFO di cui uno con S&H e forme d’onda a scala. È possibile utilizzare uno o entrambi gli LFO per la modulazione dei due oscillatori, per quella del VCF (Voltage Controlled Filter) e del VCA (Voltage Controlled Amplifier). La larghezza dell’impulso può essere impostata manualmente o modulata da uno dei 2 LFO. Il VCF ha un bel "suono Moog" e i due ADSR sono molto veloci e adatti a ricreare suoni di basso e percussioni. Il DS-2 dispone di un ingresso esterno per elaborare con i VCF il suono di sorgenti esterne.

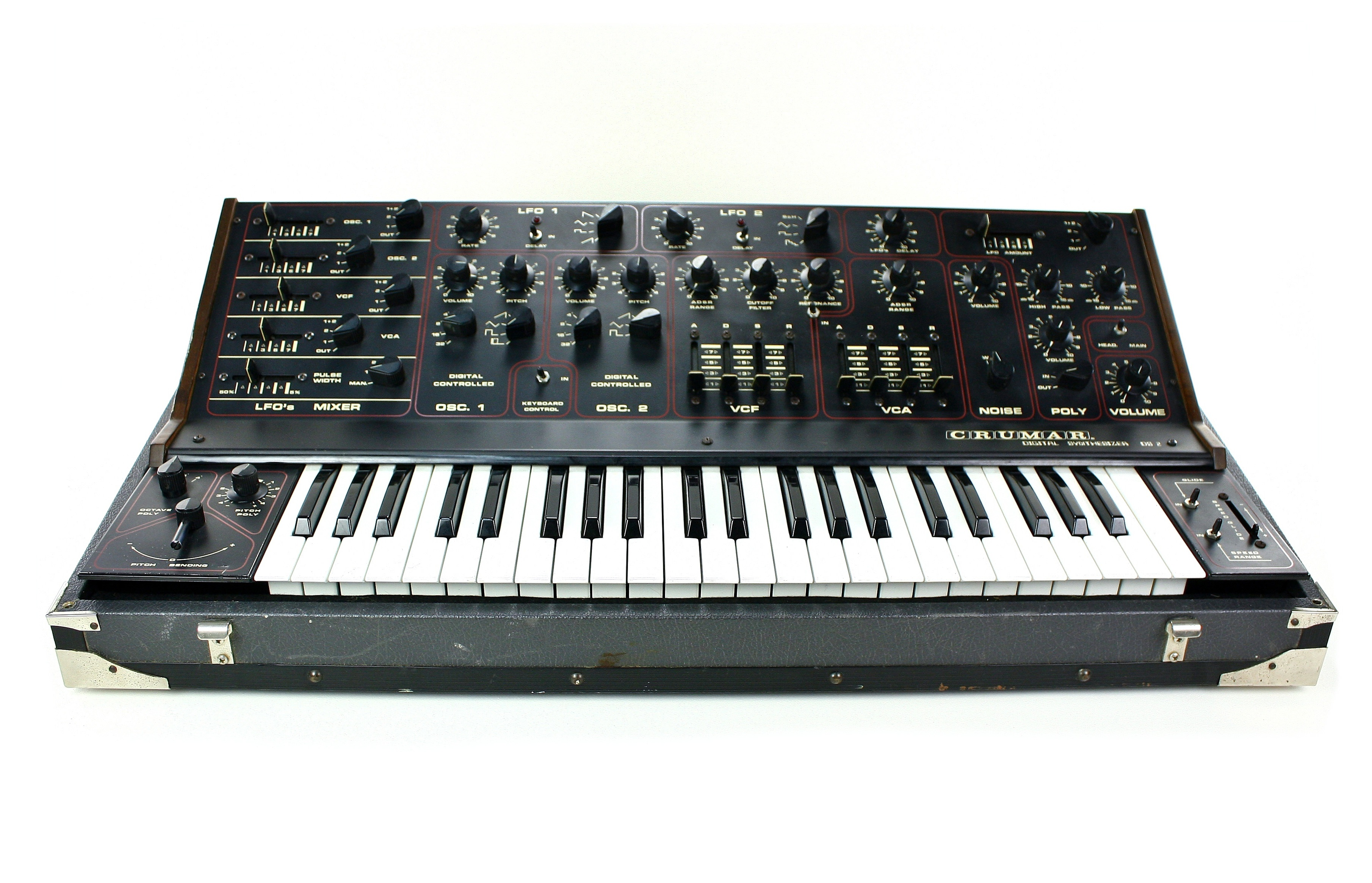
Vista Frontale del DS-2

## Moduli, controlli e connessioni[1]

### DCO 1 e DCO 2 (Oscillatori)
- Volume (potenziometro): regola la quantità di segnale proveniente dal singolo DCO, da zero al massimo.
- Forme d'onda (s/w): seleziona il tipo di onda prodotta dal singolo oscillatore, sono disponibili la classica onda triangolare, quella a dente di sega, l’onda quadra e, solo per il DCO 1, quella a impulsi.
- Scala (s/w): seleziona l’altezza dell’ottava abbinata al suono prodotto; le scale disponibili si dividono in quarti, ottavi, sedicesimi e trentaduesimi.
- Pitch (potenziometro): regola l’intonazione del singolo oscillatore; serve per sfalsare l’intonazione del suono dell'uno rispetto all'altro.

### VCF (Voltage Controlled Filter)
Il DS2 monta un tipico filtro passa basso simile a quello normalmente utilizzato nei “Minimoog”
- Cutoff filter (potenziometro): regola la frequenza di taglio del filtro passa basso. In posizione minima il filtro è chiuso. Nelle posizioni in salita il filtro si apre permettendo il passaggio di frequenze basse ed armoniche sempre maggiori.
- Resonance (potenziometro): regola la frequenza di risonanza, enfatizzando il punto in cui agisce la frequenza di taglio. A valori eccessivi il filtro va in auto-oscillazione annullando ogni segnale presente nel filtro o producendo un fastidioso fischio.
- VCF (4 fader): il filtro del DS2 possiede un generatore di funzione che produce tensioni di controllo che agiscono direttamente sul filtraggio. I parametri regolabili sono contraddistinti dalle lettere A/D/S/R e si riferiscono al tempo di attacco, a quello di decadimento iniziale, al livello di sostenuto e al tempo di rilascio finale.
- ADSR Range (potenziometro): stabilisce quanto la funzione proveniente dal corrispondente generatore d’inviluppo agisce sul filtraggio stesso; da zero quantità al valore massimo.

### VCA (Voltage Controlled Amplifier)
- VCA (4 fader) : il generatore di funzione produce tensioni di controllo che agiscono direttamente sull’amplificazione. Gli inviluppi applicati al VCA modellano l’immagine dinamica dello spettro del suono e variano il livello dello stesso.  I parametri regolabili sono contraddistinti dalle lettere A/D/S/R e si riferiscono al tempo di attacco, a quello di decadimento iniziale, al livello di sostenuto e al tempo di rilascio finale.
- ADSR Range (potenziometro): Il guadagno dell’amplificatore si sposta al variare della tensione fornita dal relativo generatore di funzione. L’ADSR Range stabilisce dunque quanto la funzione proveniente dal generatore d’inviluppo agisce sull’amplificazione, da zero al massimo.
- Switch in (s/w): è uno switch a due posizioni che si trova fra i comandi del VCF e quelli del VCA. Serve per selezionare quale funzione andrà ad agire sul filtro e sull’amplificatore; posizionando l’interruttore a sinistra saranno i comandi manuali A/D/S/R a regolare i parametri del generatore di funzione, posizionandolo invece su “IN” saranno le tensioni esterne a dettare il tipo d’inviluppo

### LFO 1 e LFO 2 (Low Frequency Oscillator primario e secondario)
Sono il terzo e quarto oscillatore; non forniscono segnali audio ma modulano i vari segnali tramite frequenze subsoniche.
- Forme d'onda LFO 1 (s/w): seleziona la forma d’onda modulante dell’LFO 1. Quelle disponibili sono quattro; triangolare, dente di sega positiva, rettangolare, dente di sega negativa.
- Forme d'onda LFO 2 (s/w): seleziona il tipo di forma d’onda modulante dell’LFO 2. Quelle disponibili sono quattro; dente di sega, rettangolare, simple & hold (casuale) e a scala inversa.
- Rate (potenziometro): regola la velocità della frequenza modulante del singolo LFO.
- Delay (s/w): è un interruttore a due posizioni. Se posizionato verso sinistra il tempo di ritardo, da quando viene premuto il tasto sulla tastiera a quando inizia la modulazione, è dettato unicamente dal potenziometro "LFO’s Delay". Se posizionato sulla destra (posizione IN), il tempo di ritardo è dettato invece da un segnale positivo di tensione esterna applicato proveniente dall'ingresso "Gate In".

### LFO's mixer
Nel DS2 esiste la possibilità di applicare la modulazione del primo, del secondo o di entrambi gli LFO a tutti i componenti principali del synth.
- OSC 1 (LFO’s mixer): lo switch serve per selezionare la fonte modulante da applicare al segnale del primo oscillatore; questa può provenire da entrambi gli LFO (1+2), solamente dal primo (1), solamente dal secondo (2), oppure da una fonte modulante esterna. Il cursore regola invece la quantità di modulazione applicata: da zero al massimo.
- OSC 2 (LFO’s mixer): lo switch serve per selezionare la fonte modulante da applicare al segnale del secondo oscillatore; l'origine può essere costituita da entrambi gli LFO (1+2), solamente dal primo (1), solamente dal secondo (2), oppure da una fonte modulante esterna. Il cursore regola invece la quantità di modulazione applicata: da zero al massimo.
- VCF (LFO’s mixer): lo switch serve per selezionare la fonte modulante da applicare al filtro controllato in tensione; questa può provenire da entrambi gli LFO (1+2), solamente dal primo (1), solamente dal secondo (2), oppure da una fonte modulante esterna applicata. Il cursore regola invece la quantità di modulazione applicata: da zero al massimo.
- VCA (LFO’s mixer): lo switch serve per selezionare la fonte modulante da applicare all’amplificatore controllato in tensione; questa può provenire da entrambi gli LFO (1+2), solamente dal primo (1), solamente dal secondo (2), oppure da una fonte modulante esterna. Il cursore regola invece la quantità di modulazione applicata: da zero al massimo.
- Pulse width: lo switch serve per selezionare la fonte che regola la lunghezza dell'impulso prodotto dal DCO1. Tale lunghezza può essere regolata grazie alla modulazione del segnale proveniente dal LFO1 o dal LFO2. Una terza possibilità si ha quando viene selezionata tramite lo stesso switch la posizione "Man" (manuale): in tal caso la larghezza dell’impulso positivo dell’onda quadra viene decisa dal cursore a lato e la variazione si sposterà dal 5 al 50%. In base alla percentuale di larghezza le composizioni armoniche dello spettro sonoro subiscono delle marcate variazioni.

### Noise generator (rumore)
- W-P Switch (s/w): seleziona il tipo di rumore prodotto dal generatore; le due scelte si riferiscono ad una sorgente di rumore bianco (W) e ad una di rumore rosa (P). Il rumore bianco risulta adatto per ricreare fischi da aggiungere ai suoni. Il rumore rosa è il risultato del filtraggio alle alte frequenze del rumore bianco. Si presenta meno utile del precedente per ricreare effetti da abbinare ai suoni synto-acustici.
- Volume (potenziometro): regola la quantità di rumore da aggiungere al suono che si sta elaborando: da zero al massimo.

### Poly (sezione polifonica)
La sezione polifonica del DS2 permette di suonare con una polifonia completa a 44 voci; il suono prodotto non proviene dai DCO ma da memorie analogiche. È possibile applicare una o due frequenze modulanti al suono polifonico; inoltre, due parametri di equalizzazione (Low pass , High pass) permettono di variar leggermente il carattere del suono prodotto. Presso l’uscita "Main" (principale) o l’uscita "Poly" il suono corrisponderà a quello classico dell’orchestra sintetica. I comandi sono comunque pochi:
- Poly in-out (s/w): interruttore che spegne o aziona l’intera sezione polifonica.
- Volume (potenziometro): regola la quantità del segnale che proviene dalla sezione polifonica, miscelabile a quello monofonico prodotto dai DCO (Main out) oppure assaporabile singolarmente (Poly out).
- High pass (potenziometro): regola le frequenze alte di una sorta di equalizzatore; l’escursione parte da (-)15 db ed arriva a (+)15 db.
- Low pass (potenziometro): regola le frequenze basse di una sorta di equalizzatore; l’escursione parte da (-)15 db ed arriva a (+)15 db.
- LFO switch: seleziona la fonte modulante da applicare ai segnali polifonici; questa può venire da entrambi gli LFO (1+2), solamente dal primo (1), solamente dal secondo (2), oppure da una fonte modulante esterna.
- LFO amount (potenziometro): regola la quantità di modulazione applicata alle voci polifoniche, da zero al valore massimo.

### Tastiera
Il DS2 possiede un’ottima tastiera a 44 tasti che risulta monofonica o a polifonia piena in base alla sezione che risulta attiva. L’interruttore "Keyboard Control" permette di decidere se la tastiera debba funzionare come "master”, inviando cioè una tensione di trigger tramite "Gate Out" ad altra apparecchiatura compatibile, oppure come “slave”, bypassando un eventuale segnale di tensione proveniente da un'altra tastiera compatibile collegata all'ingresso "Gate In".
Sulla parte sinistra della tastiera è montato un controllo con due potenziometri e una leva di “pitch bending”. Vediamoli nel dettaglio.
- Pitch poly (potenziometro): regola l’intonazione del suono prodotto dalla sezione polifonica; serve ugualmente per sfalsare l’intonazione dello stesso rispetto a quello proveniente dalla sezione monofonica.
- Octave poly (s/w): seleziona l’altezza dell’ottava abbinata al suono prodotto; le scale disponibili si dividono in quarti, ottavi e sedicesimi.
- Pitch bending (cursore elastico): si tratta di un cursore dotato di molla a ritorno con un bastoncino applicato che ne facilita l’utilizzo. Permette una flessione della nota con possibilità di modulazione di frequenza manuale.

Nella parte destra della tastiera si trova invece un controllo per il glissato con un potenziometro e due interruttori:
- Glide (s/w): è contraddistinto da un interruttore a due posizioni; verso destra il circuito di “Glide” produce un glissato cromatico, mentre verso sinistra tale circuito risulta disattivato.
- Speed glide (potenziometro): regola la velocità dello slittamento: maggiore sarà il valore impostato, più velocemente si scivolerà da una nota all’altra.
- Speed range (s/w): è contraddistinto da un interruttore a due posizioni: verso destra la velocità del glissato è decisa manualmente tramite il cursore "Speed Glide", verso sinistra la velocità è presa esternamente da un segnale di trigger applicato a GATE IN.

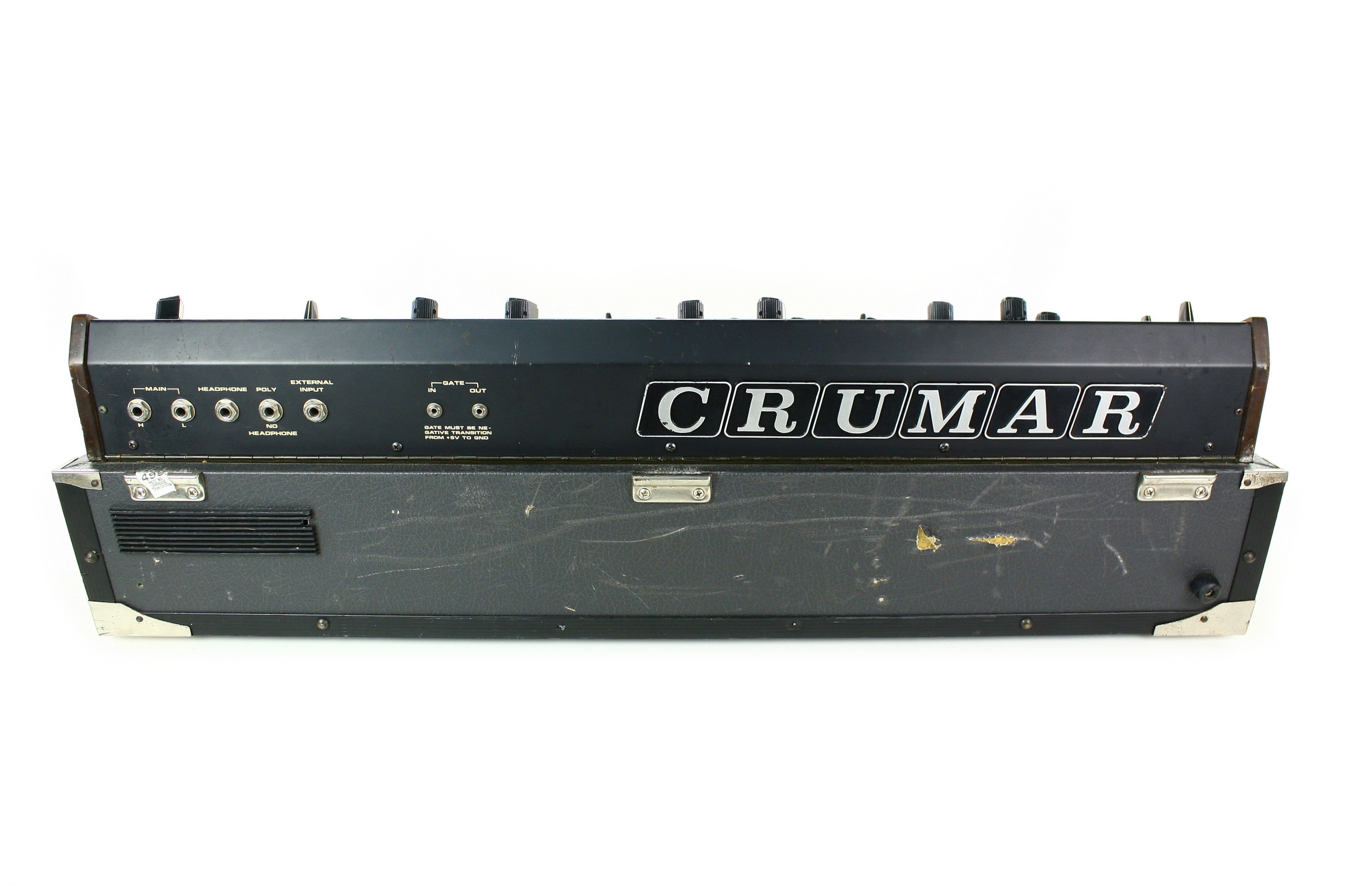
Vista Posteriore del Crumar DS-2

### Connessioni
- Main H: jack di uscita a bassa impedenza. Si collega a questa presa l’amplificatore. In questa uscita è presente il suono prodotto dalla sezione monofonica e dalla sezione polifonica.
- Main L: jack di uscita ad alta impedenza. Si collega a questa presa l’amplificatore. In questa uscita è presente il suono prodotto dalla sezione monofonica e dalla sezione polifonica.
- Poly: jack di uscita per il suono proveniente unicamente dalla sezione polifonica.
- Headphone: jack di uscita per cuffia. In questa uscita è presente il suono prodotto dalla sezione monofonica e dalla sezione polifonica. L’uscita è attiva posizionando lo swich sopra al volume generale nella posizione “Head”. N.B. se risulta inserita una presa nell’uscita "Poly" si avrà in cuffia solo il suono prodotto dalla sezione monofonica.
- Gate in: jack d’ingresso riservato a una eventuale tensione di trigger o di mantenimento. Il valore compatibile è +/-5 Volt. Si collega a questo ingresso l’uscita gate compatibile di un altro sintetizzatore analogico il cui segnale potrà comandare alcune sezioni del DS2.
- Gate out: jack d’uscita che fornisce una tensione di trigger ad un eventuale apparato analogico esterno. Il valore compatibile è +/-5 Volt.

## Artisti che hanno usato il DS-2 o altri strumenti Crumar[2]
Il Crumar DS-2 e altri sintetizzatori prodotti dalla Crumar sono stati usati negli anni da molti musicisti e compositori italiani ed internazionali per esempio:
- The Cardigans
- Tambourine Studio
- Sun Ra
- New Trolls
- Tangerine Dream
- Klaus Schulze
- Supertramp
- Jean Michel Jarre
- Stevie Wonder
- Duran Duran
- Pooh